# Дєчін
Дєчін (чеськ. Děčín) — місто в Устецькому краї на півночі Чехії, порт на річці Лабе.

## Історія
Дєчінська улоговина відома людям ще з ранньої бронзової доби. Перша згадка про Дєчіна датується 993 роком, коли тут було городище роду Премисловичів. У середині 13-го століття на місці нинішнього Дєчіна була побудована кам'яна фортеця, а потім з'явилося королівське місто.
У 1851 році була відкрита гілка залізниці Прага — Подмокли — Дрезден. На лівому березі ріки Лабе (Ельби), де до того часу перебували лише самотні хутори, з яких найбільшим поселенням були Подмокли, в 19-му столітті з'явилося відразу кілька промислових міст, у тому числі і Дєчін.
Ще в 1880 році Подмокли випереджали Дєчін і за кількістю жителів, і за економічним значенням. Проте вже в жовтні 1942 року Дєчін, Подмокли і Старе Місто об'єдналися в одне ціле. В наш час[коли?] Дєчін з населенням 47 тисяч чоловік став транспортним, торговельним, адміністративним центром і одним з найважливіших туристичних центрів регіону.

## Пам'ятки

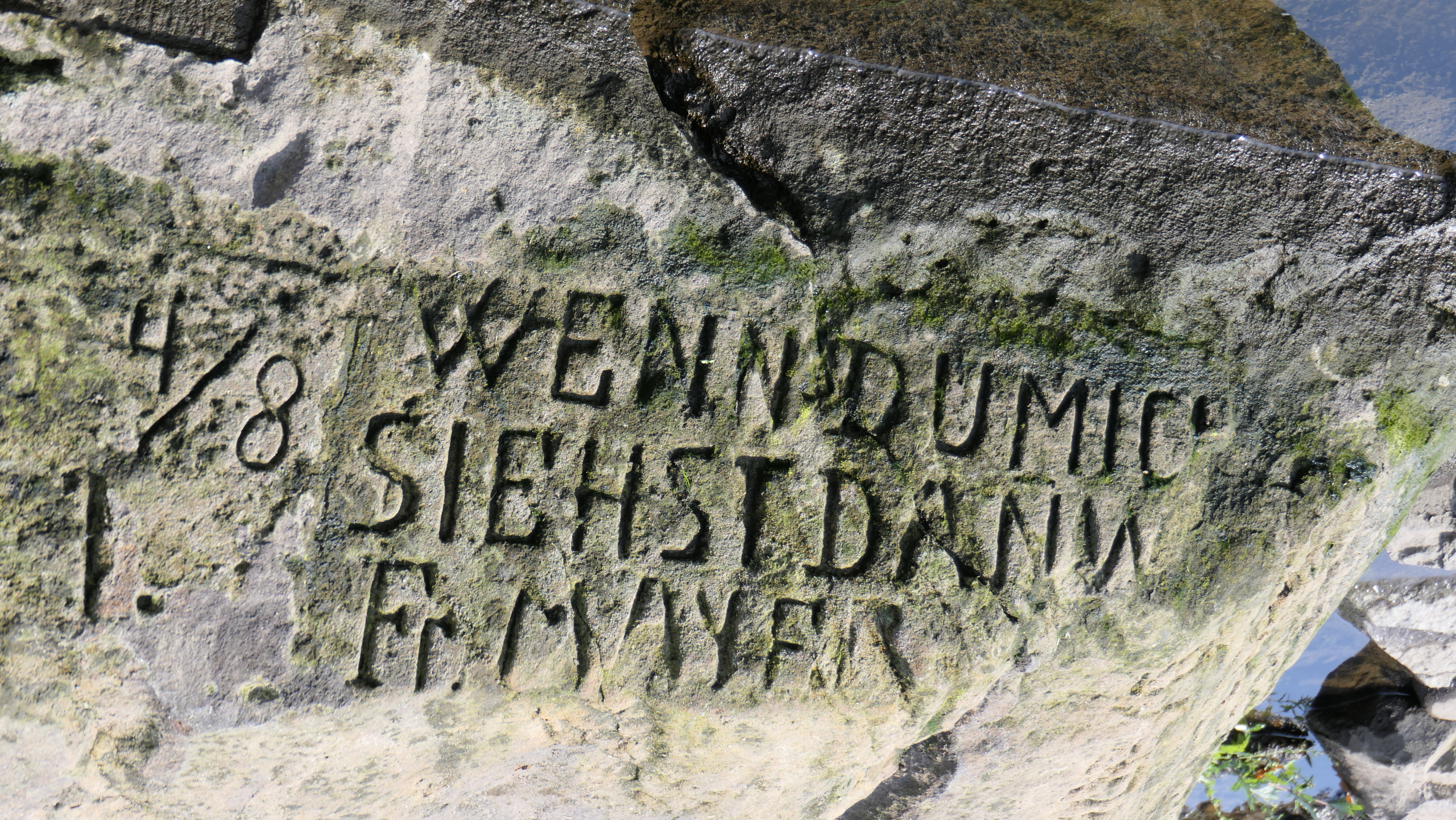
Камінь голоду в Дєчіні з написом: «Якщо побачиш мене, то плач»

Велику роль у розквіті міста зіграв Франц Антонін Тун фон Гогенштейн — просвітитель і прогресивний економіст — саме роду Тунів довгий час належав Дєчінський замок, одна з головних визначних пам'яток міста. Замок у дусі класицизму стоїть у центрі міста, над злиттям річок Лабе і Плоучниці. Завдяки протегуванню мистецтвам Тунами замок у XIX столітті перетворився на справжній центр культури. Тут приймали сера Вальтера Скотта. Саме тут склав один зі своїх вальсів, названий дєчінським, Фредерік Шопен. Юних Тунів вчив образотворчому мистецтву Антонін Манес, відомий чеський художник епохи романтизму. Замок Тунів використовувався і для проведення важливих політичних переговорів, наприклад, під час Кримської війни в середині 19-го століття. На території замку також розміщувався найбільший орхідарій в Центральній Європі, де розводили сотні видів орхідей.
Інша визначна пам'ятка Дєчіна — зоопарк, який розташований в Подмоклех на лівому березі ріки Лабе на площі в 6 га. Зоопарк був відкритий в 1949 році. Його спеціалізація — вирощування рідкісних видів тварин, яких важко утримувати в умовах звичайних зоопарків. Дєчінський зоопарк бере участь в 7 європейських програмах, у ньому міститься 130 ссавців 35-ти видів, у тому числі ведмеді грізлі, ягуар, 111 птахів 45-ти видів, включаючи жовтоликий какаду, і 5 плазунів 3-х видів.
Дєчінський рожевий сад розташований на території замку, він відомий не тільки завдяки величезній кількості квітів, але й архітектурним пам'яткам.
Розташовані в околицях Дєчіна Лужицькі гори і їх околиці — один з колишніх центрів склоробства в Чехії (і сьогодні там працюють кілька невеликих приватних склозаводів).

### Камінь голоду
У річці Ельба біля лівого берега стоїть базальтовий камінь голоду площею 6 м², який видно лише при низькому рівні води. Зазвичай це показник посухи в регіоні. У давні часи, коли він з’являвся, будь-який рух човнів по річці мав припинитися через низький рівень води.
Переривання торгівлі означало, що люди страждатимуть від нестачі їжі та інших припасів. Найнижчі рівні води були позначені на камені з 1417 року. На камені є напис німецькою мовою: «Якщо ви побачите мене, то плачте» (нім. Wenn Du mich siehst, dann weine).

## Відомі люди
- Мірослав Тирш — чеський митець, громадський діяч. Засновник першого товариства «Сокіл» у Чехії.